# Snegurochka Planitia
Snegurochka Planitia is een laagvlakte op Venus. Snegurochka Planitia werd in 1985 genoemd naar Snegoerosjka, een sneeuwmeisje uit de Slavische mythologie.
De laagvlakte heeft een diameter van 2775 kilometer en bevindt zich in het gelijknamig quadrangle Snegurochka Planitia (V-1). De laagvlakte wordt in het noorden en westen begrensd door Dennitsa Dorsa en daarachter Louhi Planitia, in het zuidwesten door Metis Mons, in het zuiden door Anahit Corona, in het zuidoosten door Itzpapalotl Tessera en verder Lakshmi Planum, en in het oosten door Szél-anya Dorsa. De noordpool van Venus ligt op de grens van Snegurochka en Louhi Planitia, bijna exact op Dennitsa Dorsa. 